# Lineas Aereas La Urraca
Lineas Aereas La Urraca, abgekürzt La Urraca, war eine kolumbianische Fluggesellschaft mit Sitz in Villavicencio.

## Geschichte
Lineas Aereas La Urraca wurde im Jahr 1955 von den Gebrüdern Alvaro und Fernando Henao Jaramillo gegründet, nach anderer Quelle im Januar 1963.
Nach ersten einmotorigen Flugzeugtypen, z. B. de Havilland Canada DHC-2 Beaver, erwarb La Urraca im Laufe der Zeit insgesamt fünf Douglas DC-3, von denen die letzten noch bei der Betriebseinstellung im Jahr 1979 in Dienst standen.
Anfang der 1960er-Jahre begann man mit der Aufnahme von Liniendiensten. La Urraca erwarb drei Curtiss C-46 Commando, von denen die erste allerdings schon auf dem Überführungsflug im November 1962 verunglückte, wobei Fernando Henao Jaramillo zusammen mit den beiden anderen Insassen getötet wurde (siehe unten, bei Zwischenfälle).
Im Jahr 1970 kaufte La Urraca drei 56-sitzige Turboprop-Flugzeuge des britischen Typs Handley Page Herald von der ebenfalls britischen Autair, die nach einer Grundüberholung über den Nordatlantik nach Kolumbien überführt wurden. Sie wurden auf dem Heimatflughafen Villavicencio stationiert.
Ab November 1971 wurden von anderen kolumbianischen Fluggesellschaften nacheinander vier Vickers Viscount gemietet; eine davon wurde bei einem Unfall im Januar 1971 zerstört.
Im Jahr 1979 wurde Lineas Aereas La Urraca von der kolumbianischen Regierung die Betriebserlaubnis entzogen, da nicht einmal die im internationalen Vergleich äußerst lockeren Sicherheitsvorschriften der dortigen Luftfahrtbehörde eingehalten worden waren.

## Flotte

### Flotte bei Betriebseinstellung
Zur Betriebseinstellung 1979 bestand die Flotte aus
- 2 × Britten-Norman BN-2 Islander
- 3 × Curtiss C-46 Commando
- 3 × Douglas DC-3
- 1 × Handley Page Herald[6]

### Zuvor eingesetzte Flugzeuge
Im Laufe ihres Bestehens setzte La Urraca auch folgende Flugzeugtypen ein:
- de Havilland Canada DHC-2 Beaver
- Vickers Viscount

## Zwischenfälle
Von 1955 bis zur Betriebseinstellung 1979 kam es bei Lineas Aereas La Urraca zu 6 Totalschäden von Flugzeugen. Bei 4 davon kamen 42 Menschen ums Leben. Vollständige Liste:
- Am 26. November 1962 verunglückte eine Curtiss C-46A der Lineas Aereas La Urraca (Luftfahrzeugkennzeichen HK-354X) auf ihrem Überführungsflug von Fairbanks (Alaska) über Miami nach Bogota beim Zwischenstopp in Kingston (Jamaika). Das Flugzeug war mit vier Reservetriebwerken und anderen Ersatzteilen schwer beladen. Nach einem langen Startlauf auf dem Flughafen Jamaika-Palisadoes kollidierte die Maschine drei Minuten nach dem Abheben während einer flachen Steigflugkurve in einer Höhe von nur rund 200 Metern mit dem Hügel Port Henderson Hill und fing Feuer. Alle 3 Insassen, der einzige Pilot und die beiden Passagiere, von denen einer im Cockpit saß, wurden getötet.[9]

- Am 12. Februar 1970 stürzte eine Douglas DC-3/C-47-DL der Lineas Aereas La Urraca (HK-1270) in der Nähe von Puerto López (Kolumbien) ab. Etwa 55 Minuten nach Beginn des Fluges überdrehte das Triebwerk Nr. 1. Die Besatzung meldete, dass sie zum Ausgangspunkt umkehren würde, dem Flughafen Villavicencio-Vanguardia. Allerdings stürzte das Flugzeug 23 Minuten später ab, noch 73 Kilometer östlich des Zielflughafens. Alle 14 Insassen, vier Besatzungsmitglieder und 10 Passagiere, kamen ums Leben.[10]

- Am 21. Januar 1972 stürzte eine Vickers Viscount 837 der Lineas Aereas La Urraca (HK-1347) kurz nach dem Start vom Flughafen Bogotá (Kolumbien) etwa drei Kilometer entfernt ab. Das Flugzeug war in ein Gewitter geraten. Alle 20 Insassen, fünf Besatzungsmitglieder und 15 Passagiere, kamen ums Leben.[11]

- Am 7. Mai 1972 fiel bei einer Handley Page Herald 101 der Lineas Aereas La Urraca (HK-721) einige Minuten nach dem Start vom Flughafen Valledupar (Kolumbien) das Triebwerk Nr. 1 (links) aus. Beim Versuch der Rückkehr zum Startflughafen verlor die Maschine rasch an Höhe, woraufhin 900 Meter vor der Landebahn eine Notlandung im Gelände durchgeführt wurde. Alle 32 Insassen überlebten. Das Flugzeug wurde irreparabel beschädigt.[12][13]

- Am 2. November 1973 stürzte eine Handley Page Herald 101 der Lineas Aereas La Urraca (HK-718) am Flughafen Villavicencio (Kolumbien) ab. Nach einer fehlerhaft ausgeführten Reparatur am Flughafen Arauca kam es auf dem Flug nach Cucuta zu einem Hydraulikausfall mit Rauch und Brandgeruch im Cockpit, woraufhin die Piloten nach Villavicencio auswichen. Auf Anweisung eines dortigen Ausbilders wurde das Triebwerk Nummer 1 (links) als Vorsichtsmaßnahme abgestellt. Bei einem Durchstartversuch mit nur einem laufenden Triebwerk drehte das Flugzeug nach links, stürzte ab und fing Feuer. Von den sechzehn Insassen wurden sechs getötet, je drei Besatzungsmitglieder und Passagiere.[14][15]

- Am 22. Juni 1975 musste mit einer Handley Page Herald 101 der Lineas Aereas La Urraca (HK-715) nach dem Ausfall des Triebwerks 2 (rechts) bei La Libertad (Kolumbien) eine Notlandung auf Gras durchgeführt werden. Alle 3 Insassen, die beiden Piloten und der einzige Passagier, überlebten.[16]